# George II van Hessen-Darmstadt
George II van Hessen-Darmstadt (Darmstadt, 17 maart 1605 – aldaar, 11 juni 1661) was van 1626 tot aan zijn dood landgraaf van Hessen-Darmstadt. Hij behoorde tot het huis Hessen-Darmstadt.

## Levensloop
George II was de oudste zoon van landgraaf Lodewijk V van Hessen-Darmstadt en Magdalena van Brandenburg, dochter van keurvorst Johan George van Brandenburg. Na zijn studies deed hij een grand tour die hem door het grootste Europa voerde, begeleid door graaf Johan Casimir van Erbach. Tijdens deze grand tour voerde hij in naam van zijn vader ook verschillende diplomatieke missies uit. In 1626 volgde hij zijn vader op als landgraaf van Hessen-Darmstadt.
In de Dertigjarige Oorlog was George II net als zijn vader trouw aan keizer Ferdinand II, maar hij stelde zich eerder neutraal op. Wel werd hij in 1629 door de keizer gedwongen om het Restitutie-edict in te willigen. In tegenstelling tot de meeste protestantse vorsten weigerde George in 1631 een bondgenootschap met Zweden aan te gaan.
In 1625 begon er een conflict tussen Hessen-Darmstadt en Hessen-Kassel over het bezit van het vroegere landgraafschap Hessen-Marburg. George veroverde alle gebieden in Hessen-Marburg die de keizer hem had toegezegd, die Hessen-Kassel in 1627 aan hem moest afstaan. Vanaf 1645 begon Hessen-Kassel, gesteund door Zweden en Frankrijk, met de herovering van hun verloren gebieden. Voor de oorlogsgruwel en de pest vluchtte George tijdens de Dertigjarige Oorlog naar het Slot Lichtenberg in Fischbachtal en daarna naar Gießen. Uiteindelijk moest George bij de Vrede van Westfalen in 1648 de gebieden van Hessen-Marburg die hij veroverd had terug afstaan aan Hessen-Kassel.
Tijdens de Dertigjarige Oorlog had Hessen-Darmstadt zwaar geleden. Handel en landbouw waren zo goed als stilgevallen. George kocht graan en vee aan en liet dat verdelen. Op die manier kon George de landbouw in zijn gebieden weer aanzwengelen. In 1650 dwong hij gevluchte onderdanen om terug te keren naar Hessen-Darmstadt. In 1659 beëindigde George zijn pro-keizerlijke politiek en trad hij toe tot de Rijnliga, die zich tegen de keizer richtte. Ook riep hij in zijn testament op om een vreedzame relatie met Hessen-Kassel te bewaren.
In juni 1661 stierf George op 56-jarige leeftijd.

## Huwelijk en nakomelingen
Op 1 juli 1627 huwde George II met Sophia Eleonora (1609-1671), dochter van keurvorst Johan George I van Saksen. Ze kregen veertien kinderen:
- Lodewijk VI (1630-1678), landgraaf van Hessen-Darmstadt
- Magdalena Sybilla (1631-1652)
- George (1632-1676), landgraaf van Hessen-Itter
- Sophia Eleonora (1634-1663), huwde in 1650 met landgraaf Willem Christoffel van Hessen-Homburg
- Elisabeth Amalia (1635-1709), huwde in 1653 met keurvorst Filips Willem van de Palts
- Louise Christina (1636-1697), huwde in 1665 met graaf Christoffel Lodewijk I van Stolberg
- Anna Maria (1637-1637)
- Anna Sophia (1638-1683), abdis in de Abdij van Quedlinburg
- Amalia Juliana (1639-1639)
- Henriette Dorothea (1641-1672), huwde in 1667 met graaf Johan II van Waldeck-Landau
- Johan (1643-1643)
- Augusta Philippina (1643-1672)
- Agnes (1645-1645)
- Maria Hedwig (1647-1680), huwde in 1671 met hertog Bernhard I van Saksen-Meiningen